# Tomislav Štengl
Tomislav Štengl hrvatski je televizijski urednik i producent 
Na Fakultetu elektrotehnike i računarstva Sveučilišta u Zagrebu diplomirao je 1999. godine. Godine 1991. započela je njegova karijera na Hrvatskoj radioteleviziji (HRT).
U početku je bio novinar i glazbeni urednik Hrvatskoga radija, a od 1994. godine nastavlja rad kao novinar i glazbeni urednik HTV-a. Povremeno je surađivao u Informativnom i Dokumentarnom programu HTV-a. Djelovao je u brojnim televizijskim projektima poput „Sedme noći”, „Bravo” i „Dizalice”. 
Uredničku ulogu u projektima Zabavnog programa HTV-a preuzeo je od 2003. do 2016. godine, uključujući glazbene festivale „Dora” i „Porin”, te zabavno-glazbene projekte kao što su „Studio 10”, „Ples sa zvijezdama”, „Jadranski susreti” i „The Voice Hrvatska”. Urednik digitalnih sadržaja bio je u sklopu projekta „The Voice”.
Voditelj je projekta „Dora” i šef hrvatske eurovizijske delegacije. Hrvatske delegacije na Pjesmi Eurovizije vodio je u Lisabonu (2018.), Torinu (2022.) i Liverpoolu (2023.). Postao je član Referentne grupe Europske radiotelevizijske unije za Pjesmu Eurovizije.
Na mandat od pet godina imenovan je urednikom programskog Odjela glazbenih sadržaja HRT-a, zamijenivši Elizabeth Homsi. Prije toga obnašao je dužnost vršitelja dužnosti glavnog urednika Drugog programa Hrvatske televizije te privremenog rukovoditelja glazbenih sadržaja Hrvatske radiotelevizije.